# イグチ科
イグチ科は真正担子菌綱のイグチ目に属するキノコ。かさの裏面は通常のキノコのようなひだ状ではなく、菅孔と呼ばれる微細なチューブ状の構造を備え、その内壁面に胞子を形成する。しかし、中にはキヒダタケ属のように子実層托がひだ状のものや、ジャガイモタケ属のように、ひだも管孔もなくだんご状の外観を持つものも存在する。ハラタケ目のきのこ同様に広く分布しており、茸狩りを行なう人には非常に人気のあるきのこである。一般には「イグチ」と総称される。
かつて、イグチ科のきのこは、人間が食用に供しても比較的安全な仲間と思われていたこともあり、毒性の強いテングタケ属のような有毒種と混同するような要素も少ないので、キノコ狩りの初心者にとっても好適なものであるとされてきた。目の細かいスポンジのようなかさの裏面・一般に太くて丈夫な肉質の柄の質感などによって、ハラタケ類に属する種との識別も比較的たやすい。
しかし、日本以外のイグチ科のきのこによる死亡例や、日本における有毒種ドクヤマドリの存在などに鑑みれば、イグチの仲間だからと言って安易に口に入れることは避けるべきである。

## 下位の分類群
近年の、DNA解の塩基配列の解析に基づく菌類分類体系の改変によって、従来はこの科に分類されていたいくつかの属が除外・移籍された。とはいえイグチ科は、未だに多数の属を包含した大きな科である。最新の分類では、約30属がイグチ科に置かれている。
かつてイグチ科に包含されていた多くの属が分離され、より小さい別の科に移されている。それらは外見的にはよく似ているが、分子系統学的な知見をもとに、互いの系統関係はさほど近いものではないと考えられるに至ったためである。このような分類学的再検討が行われた代表的な例として、粘液層におおわれたかさをもつヌメリイグチ属 Suillus が独立したヌメリイグチ科 Suillaceae に移されたケースが挙げられる。

## 生態
ほとんどの種が樹木の生きた細根との間に共生関係を持つ、いわゆる外生菌根形成菌であるが、朽ち木などを栄養源とするものもごく少数知られている。共生関係を結ぶにあたり、相手の樹木の種類をかなり厳しく選択するものと、選択性がわりあい緩くてさまざまな樹木と共生し得るものとがある。たとえば、ヌメリイグチ属 Suillus の中には、二針葉マツ（アカマツ・クロマツなど）のみと共生するもの・五針葉マツ（ゴヨウマツやハイマツなど）とだけ共生するもの・カラマツ属Larixの樹種に限定されるものがそれぞれ知られている。また、ヤマイグチ属のものには、特にカバノキ属Betulaとの間で外生菌根を形成するものが多数ある。

## 分布
イグチ科のきのこは、南極大陸以外の世界の全域で発見されている。北半球の温帯域では詳しく調査され、かなりの種がすでに記載されている。しかし熱帯域あるいは南半球では非常な多様性が認められているにもかかわらず、研究がきわめて遅れている。E. J. H. Corner は、シンガポール島だけに限っても少なくとも60種が存在する、との証拠を示した。彼はまた、1972年にはマレー半島とボルネオ島から140種のイグチ科の菌を記載し、更に詳しく調べればそれと同数の新種が見出だされるだろうと見積もった。
オーストラリアでも、イグチ科のきのこの種多様性に関して、ほぼ同様の報告が出されている

## 食材としての利用と毒性

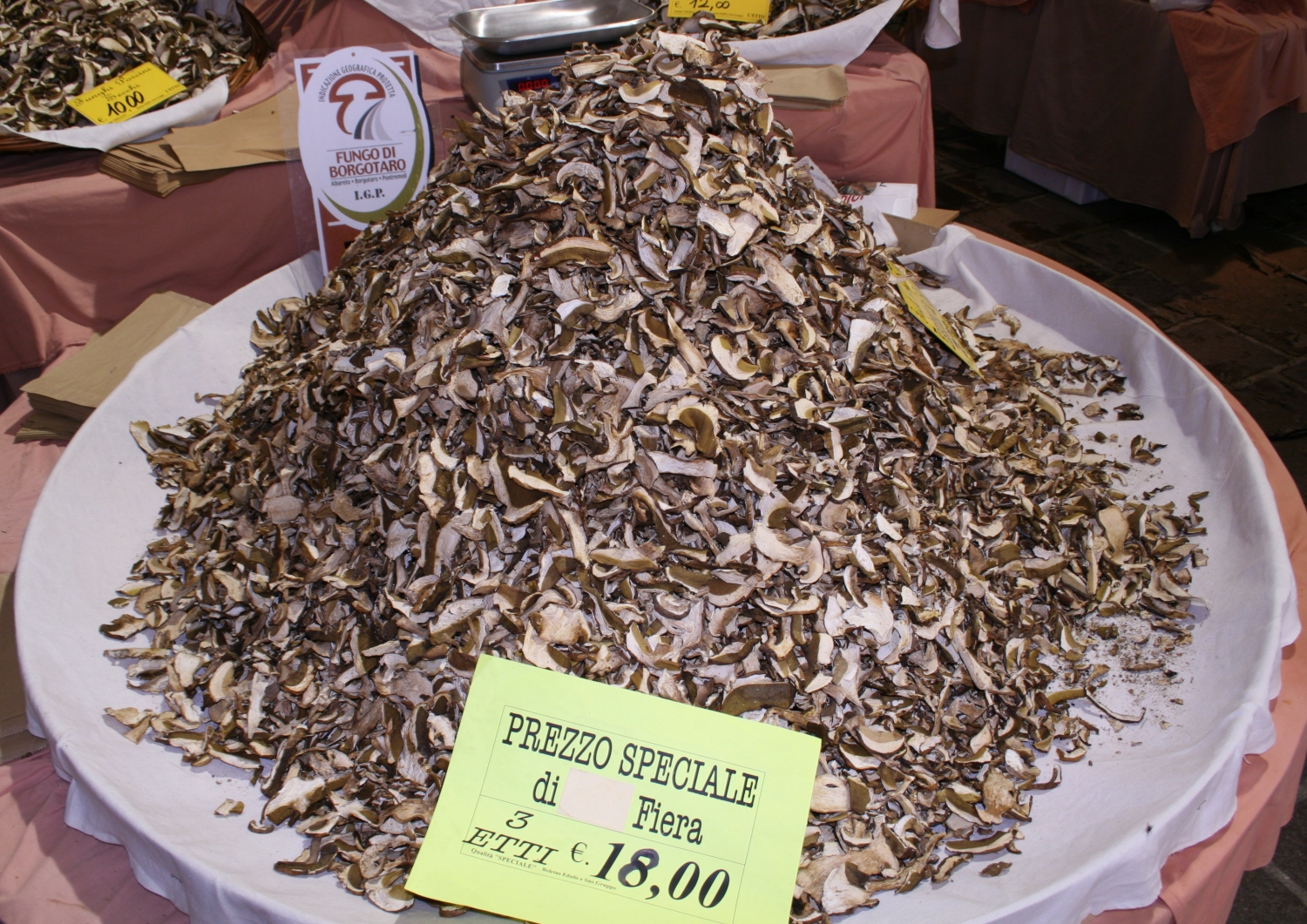
イタリアの市場で売られている乾燥ポルチーニ（ヤマドリタケ）

多くのイグチ科のきのこは珍味として知られ、特にヤマドリタケは有名である。スカンジナビア料理では人気の食材であり、フィンランド料理でも、ヤマドリタケはポピュラーな食べもので、最も美味なきのことして知られている。多くのイグチ科のきのこは味がよく、最低でも食べられないような味のものではない。しかしながら、有毒であったり、無毒ではあっても食べられない種類も知られている。アシベニイグチやニガイグチなどは強烈な苦味があり、加熱調理してもこの苦味は消えないため、食用にはならない。さらにヤマイグチ属に置かれる数種（かさが橙色を呈する種類）も同様である。ニガイグチは外観がヤマドリタケと似ており、後者と間違えてこれを採取し、調理した料理を食べる段になって落胆する人も多い。ニガイグチではかさの裏面に発達する管孔層がピンク色を帯びており（ヤマドリタケでは淡黄色ないし帯オリーブ褐色を呈する）、柄はヤマドリタケのそれと比べて褐色が強い。また好んで発生する環境も異なっている。
コショウイグチは強い辛味があり、コショウの代用として用いられることもあるが、普通は食用にされない。
フィンランド料理では、スープ・ソース・キャセロールやシチューなどの素材として用いる。シイタケやマッシュルームのようにピザの具材にも使う。
食用にされるイグチ類の中で最も有名なものはニセイロガワリで、かさの裏の管孔面に手で触れると青緑色に変色する性質がある（ただし、この性質はニセイロガワリにだけ認められるものではない）。ヤマイグチも有名で、橙褐色ないし灰褐色のかさを備え、柄の基部はしばしばうっすらと青みを帯びている。
いくつかの茸狩りの手引書の中では「柄が赤色を呈するイグチ類は避けよ」と述べられているが、オオウラベニイロガワリやウラベニイロガワリなどは、柄が赤くても食用にでき、味もよい。しかし1994年Boletus pulcherrimusによって一人の死者がでたこともある。ある夫婦がこのきのこを食用にしたところ、激しい腹痛をきたし、夫が死亡した。原因は腸閉塞と見られている。ウラベニイグチも、有毒であると長年にわたって考えられてきたが、このきのこによる死者は現在までのところはいない。中毒症状は消化器系に発現する場合が多く、糖たんぱく質のボレサチンが毒成分とされる。日本産の有毒イグチ類の一種として知られているドクヤマドリに含まれるボレベニンもまた、一種の糖たんぱくであるとされている。
ミカワクロアミアシイグチは元々類似の食用キノコがないことと、口に入れると舌が痺れるという特徴的なきのこであったことから死亡例や食中毒例はなかったが、2002年に毒蛋白質であるボレニンやイミン化合物が検出され、猛毒キノコであることが確定した。
また、2008年にはウツロイイグチから毒蛋白質であるボラフィニンが単離されており、マウスに対する急性毒性が確かめられている。

## 日本産の主な属・種
ヌメリコウジタケ属 (Aureoboletus)
- ヌメリコウジタケ (A. auriporus)

ヤシャイグチ属 (Austroboletus)

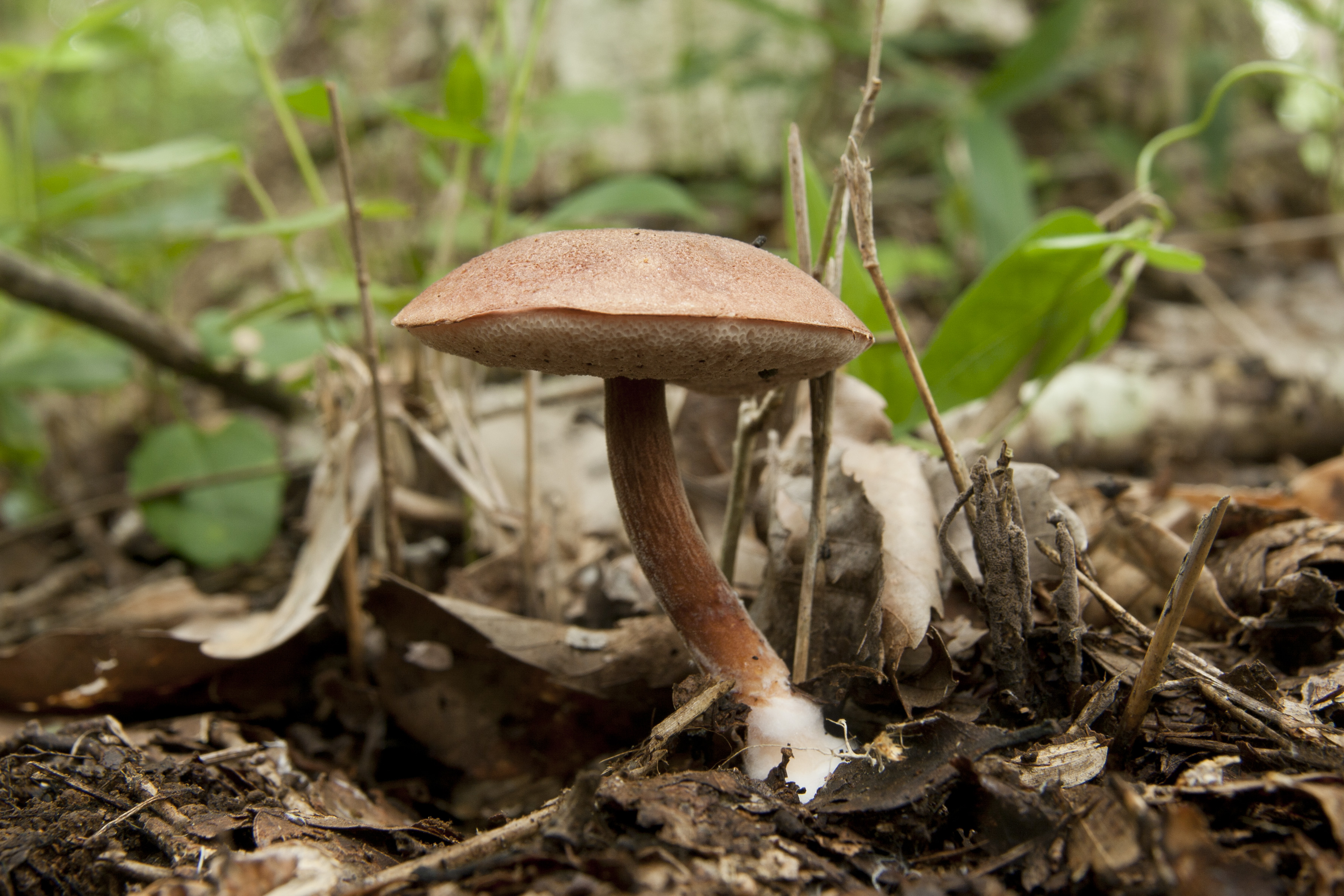
クリカワヤシャイグチ

- ヤシャイグチ (A. fusisporus)
- オオヤシャイグチ (A. subvirens)
- クリカワヤシャイグチ (A. gracilis)

キクバナイグチ属 (Boletellus)

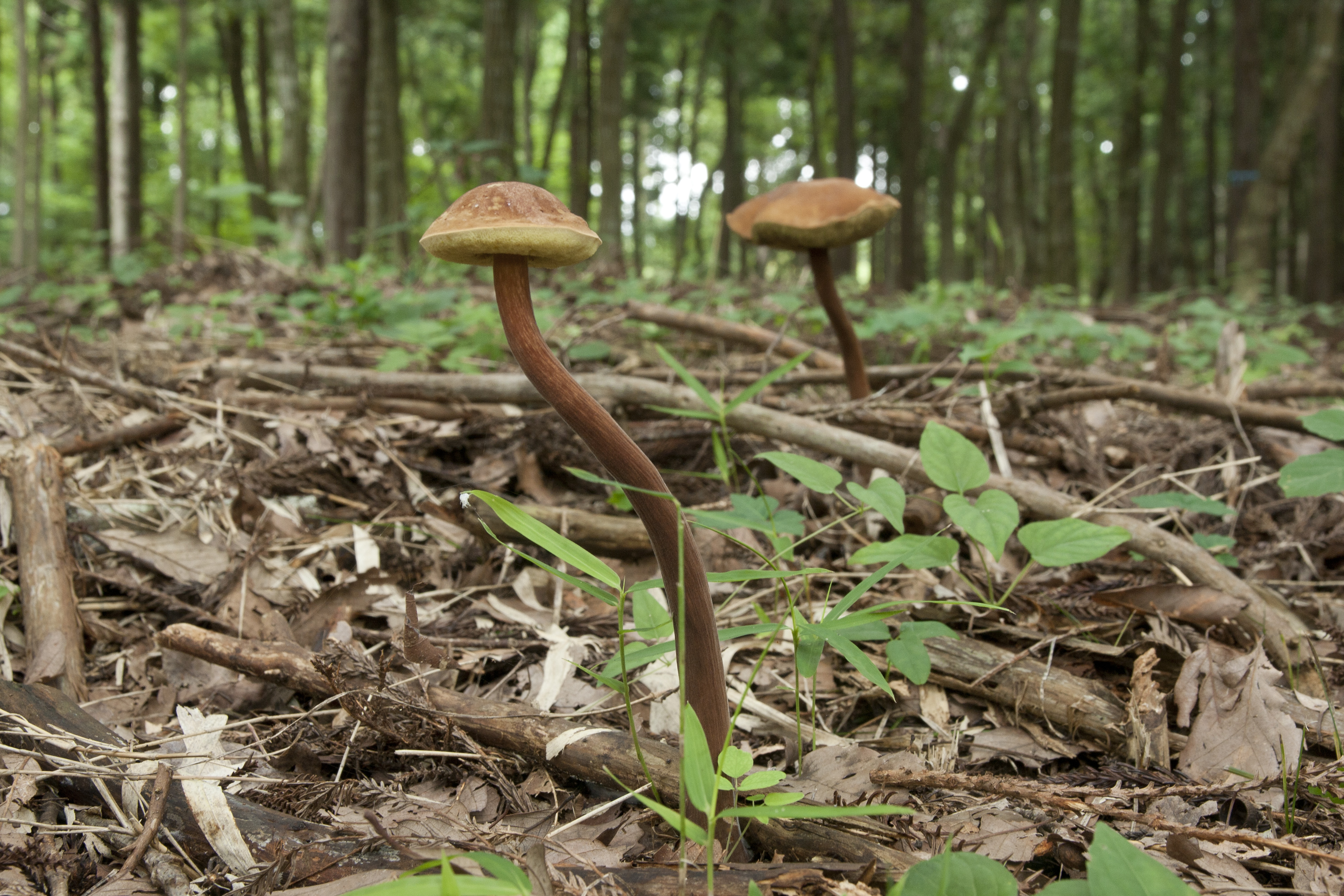
アシナガイグチ

- キクバナイグチ (B. floriformis)
- ヒビワレキクバナイグチ (B. areolatus)
- コガネキクバナイグチ (B. aurocontextus)
- セイタカイグチ (B. russellii)
- オオキノボリイグチ (B. mirabilis)
- ミヤマベニイグチ (B. obscurecoccineus)
- アシナガイグチ (B. elatus)
- アキノアシナガイグチ (B. longicollis)
- アヤメイグチ (B. chrysenteroides)

ヤマドリタケ属 (Boletus)
- ヤマドリタケ (B. edulis)

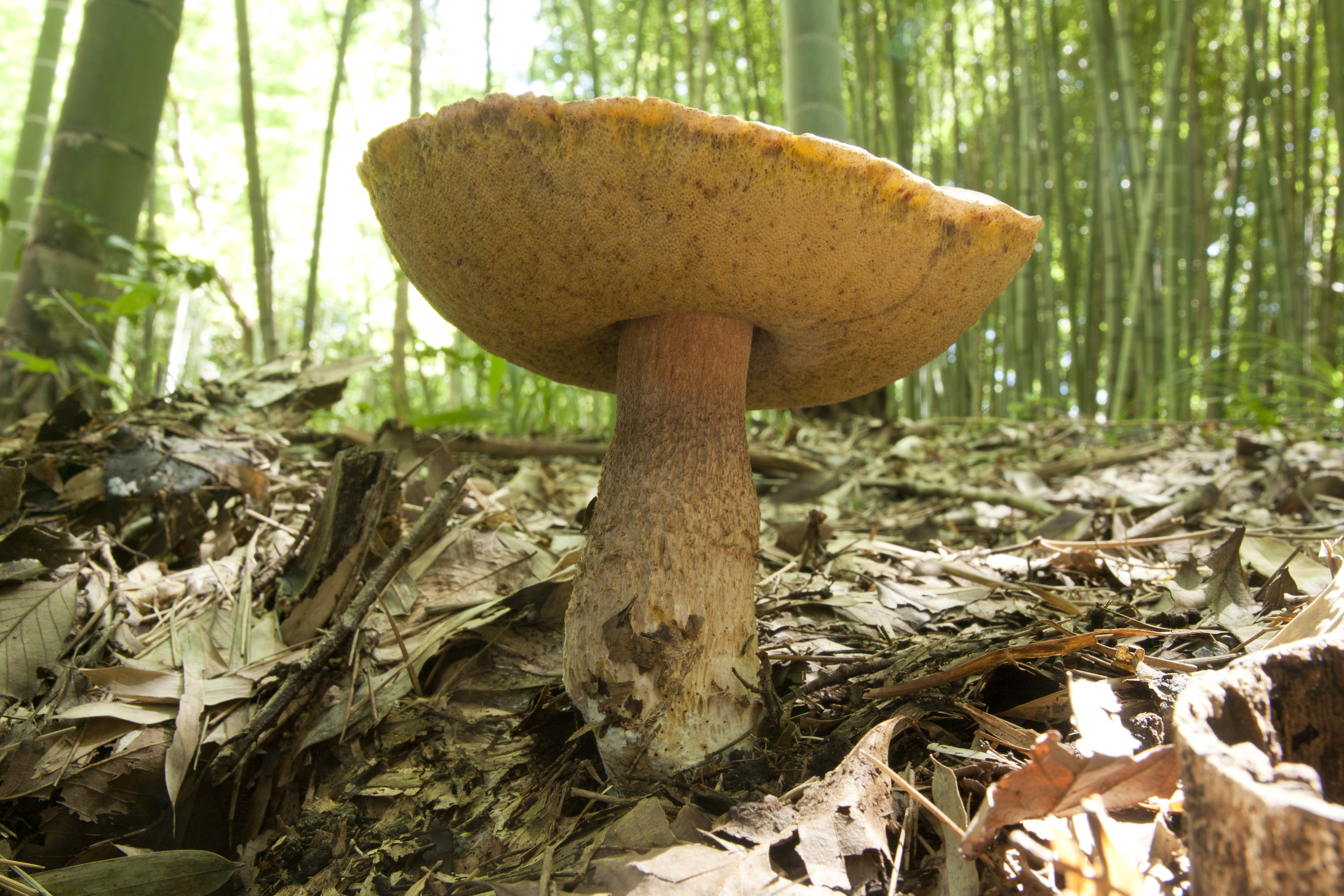
ヤマドリタケモドキ

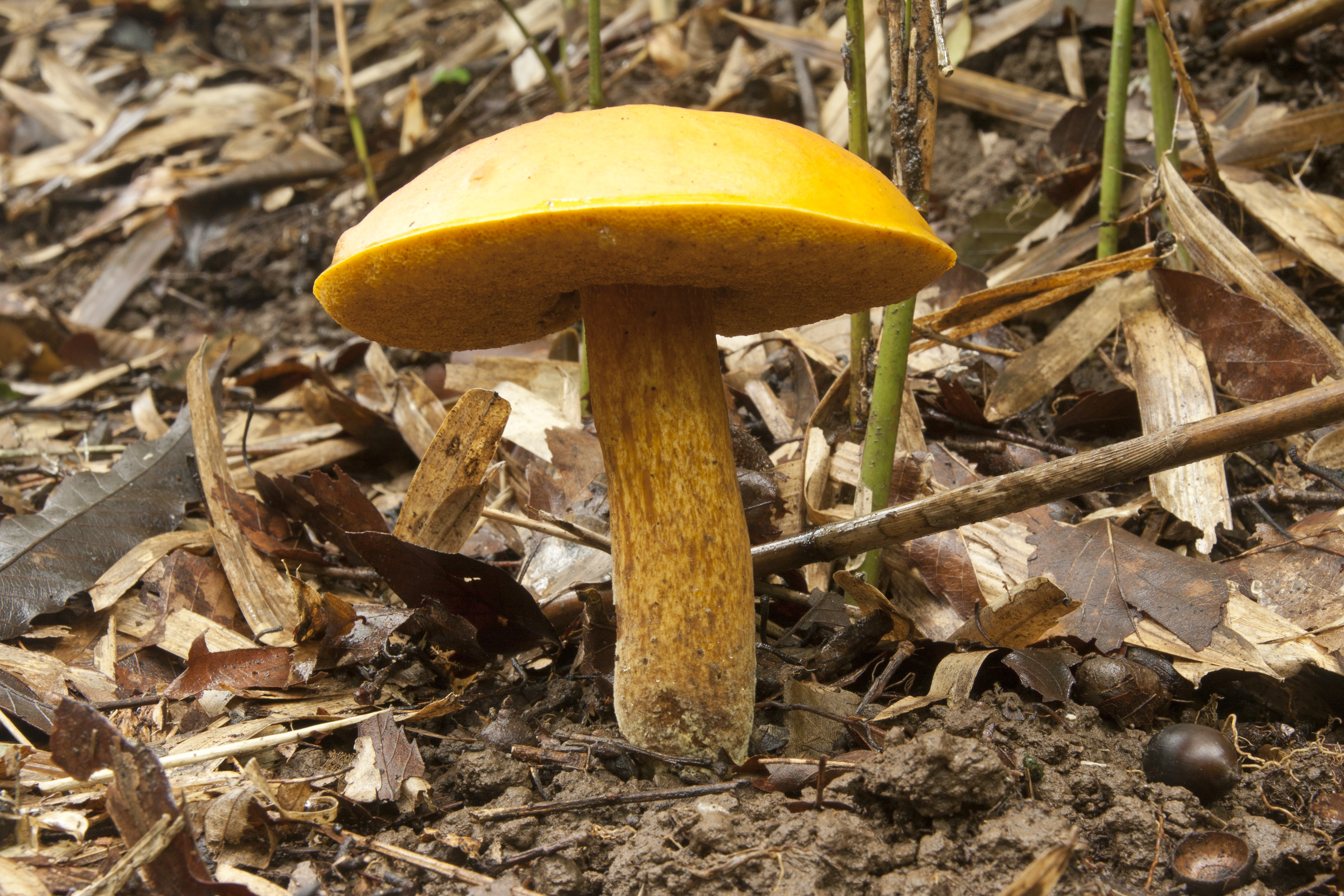
コガネヤマドリ

- ヤマドリタケモドキ (B. reticulatus)
- ススケヤマドリタケ (B. hiratsukae)
- (B. aereus)
- (B. aureus)
- (B. pinophilus)
- ムラサキヤマドリタケ (B. violaceofuscus)
- アシベニイグチ (B. calopus)
- ドクヤマドリ (B. venenatus)
- コガネヤマドリ (B. aurantiosplendens)
- アカジコウ (B. speciosus)
- コウジタケ (B. fraternus)
- ニセアシベニイグチ (B. pseudocalopus)
- イロガワリ (B. pulverulentus)
- アメリカウラベニイロガワリ (B. subvelutipes)
- クラヤミイグチ (B. fuscopunctatus)
- コゲチャイロガワリ (B. brunneissimus)
- ツブエノウラベニイグチ (B. granulopunctatus)
- ダイダイイグチ (B. laetissimus)
- バライロウラベニイロガワリ (B. rhodocarpus)

ミヤマアミアシイグチ属 (Butyriboletus)
- ミヤマアミアシイグチ (B. appendiculatus)
- (B. regius)
- (B. roseoflavus)

コショウイグチ属 (Chalciporus)
- コショウイグチ (C. piperatus)

ベニイグチ属 (Heimioporus)

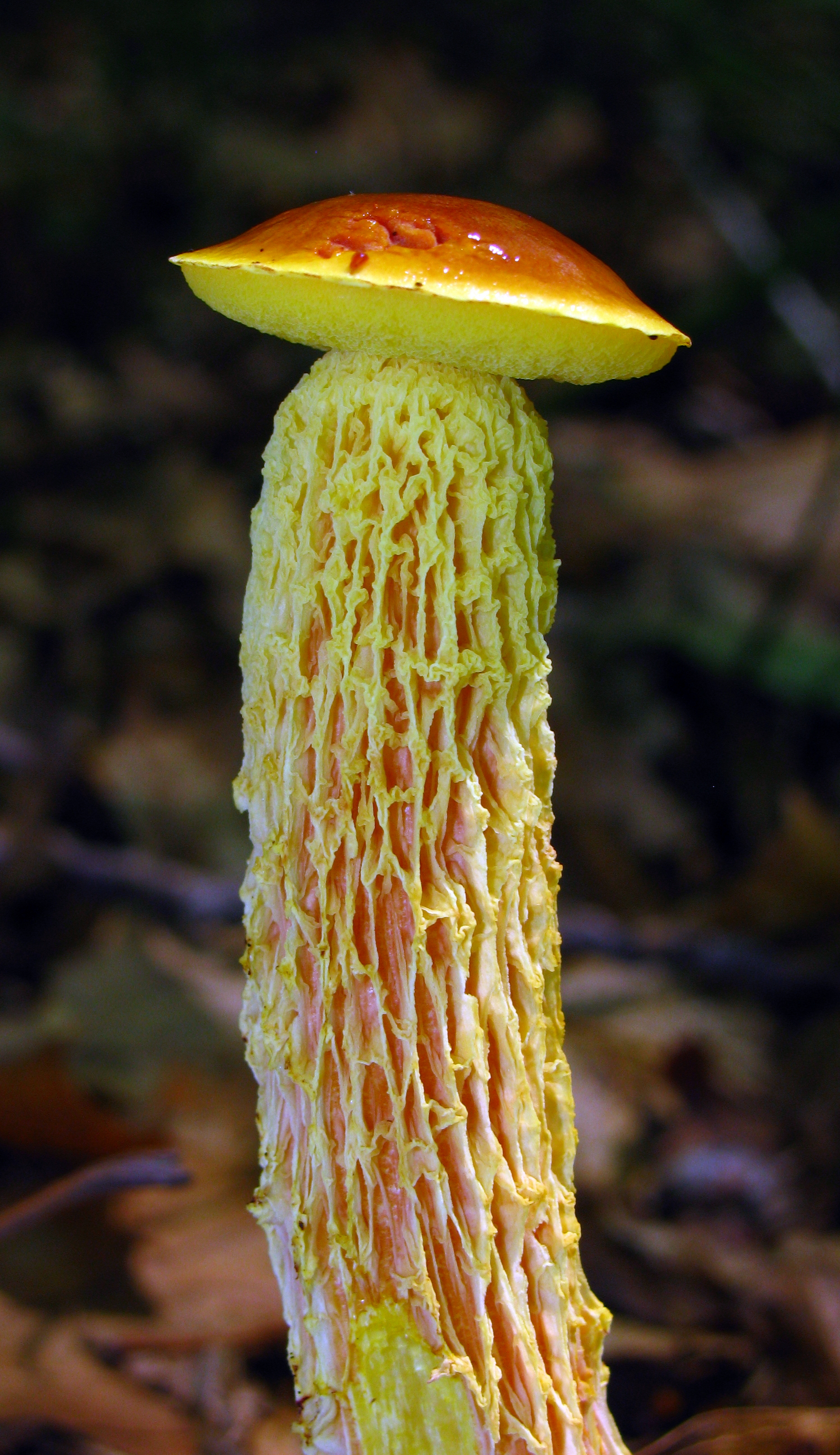
クレナイセイタカイグチ

- クレナイセイタカイグチ (H. Betula)
- ベニイグチ (H. japonicus)

ジャガイモタケ属 (Heliogaster)
- ジャガイモタケ (H. columellifer)

ヤマイグチ属 (Leccinum)

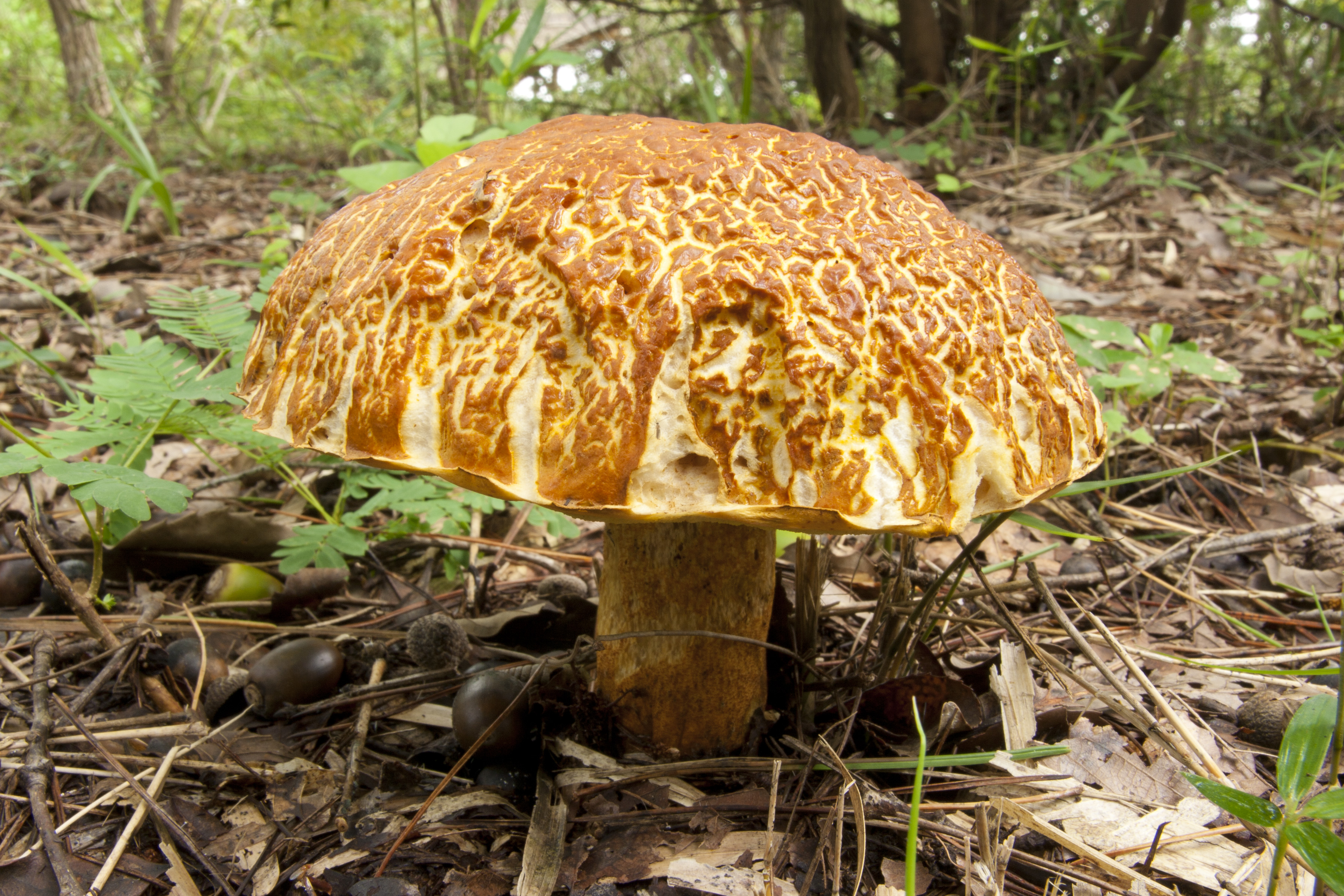
アカヤマドリ

- アケボノアワタケ (L. chromapes)
- ウラグロニガイグチ (L. eximium)
- シワチャヤマイグチ (L. hortonii)
- アカヤマドリ (L. extremiorientale)
- ヤマイグチ (L. scabrum)
- キンチャヤマイグチ (L. versipelle)
- スミゾメヤマイグチ (L. pseudoscabrum)
- ネナガシロヤマイグチ (L. subradicatum)
- シロヤマイグチ (L. niveum)
- アオネノヤマイグチ (L. variicolor)
- クロヤマイグチ (L. nigrescens)

キヒダタケ属 (Phylloporus)
- キヒダタケ (P. bellus)
- イロガワリキヒダタケ (P. cyanescens)

クロイグチ属 (Porphyrellus)
- クロイグチ (P. porphyrosporus)
- アイゾメクロイグチ (P. fumosipes)

タマノリイグチ属 (Pseudoboletus)
- タマノリイグチ (P. astraeicola)

キイロイグチ属 (Pulverboletus)

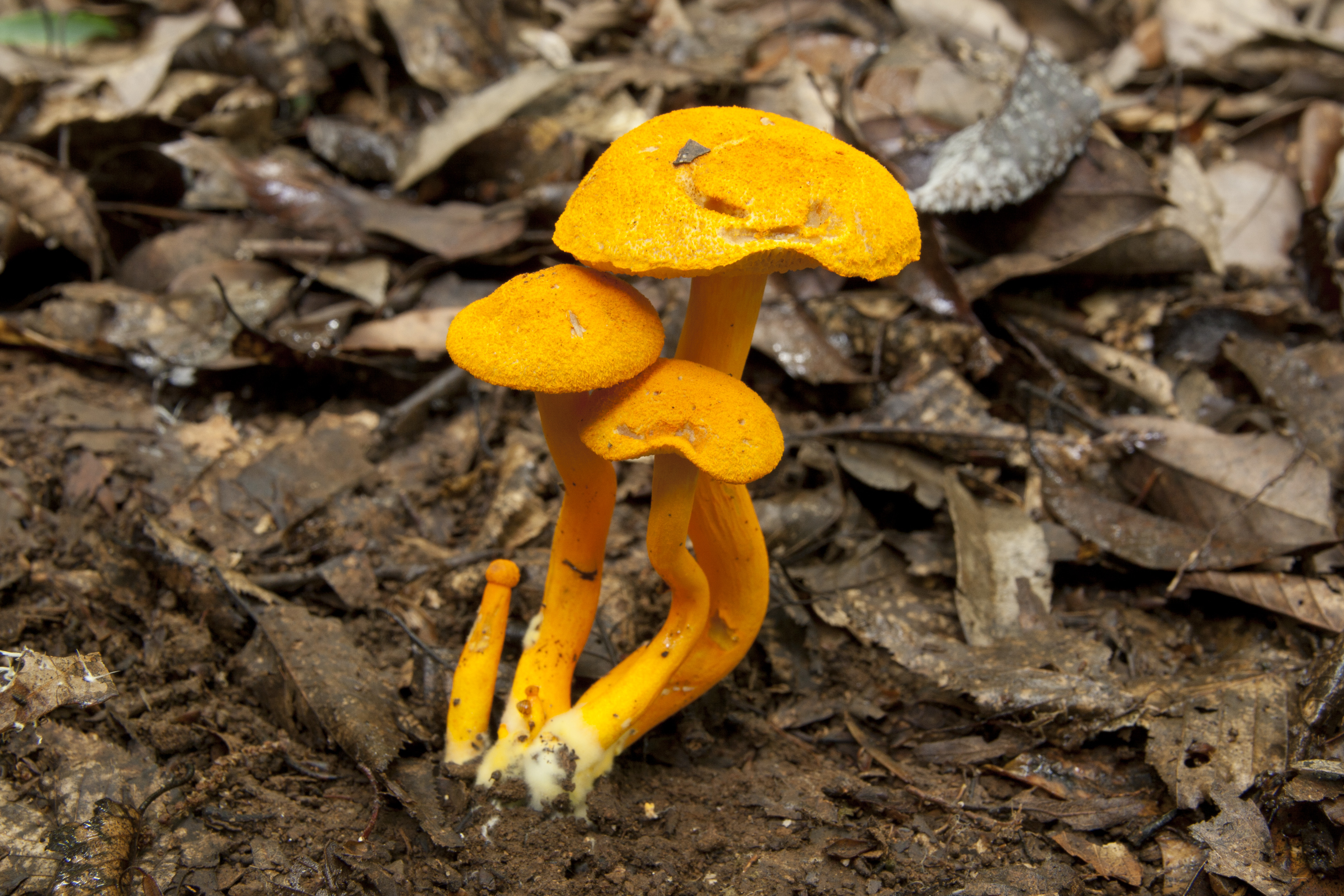
ハナガサイグチ

- ハナガサイグチ (P. auriflammeus)
- キイロイグチ (P. ravenelii)

キアミアシイグチ属 (Retiboletus)

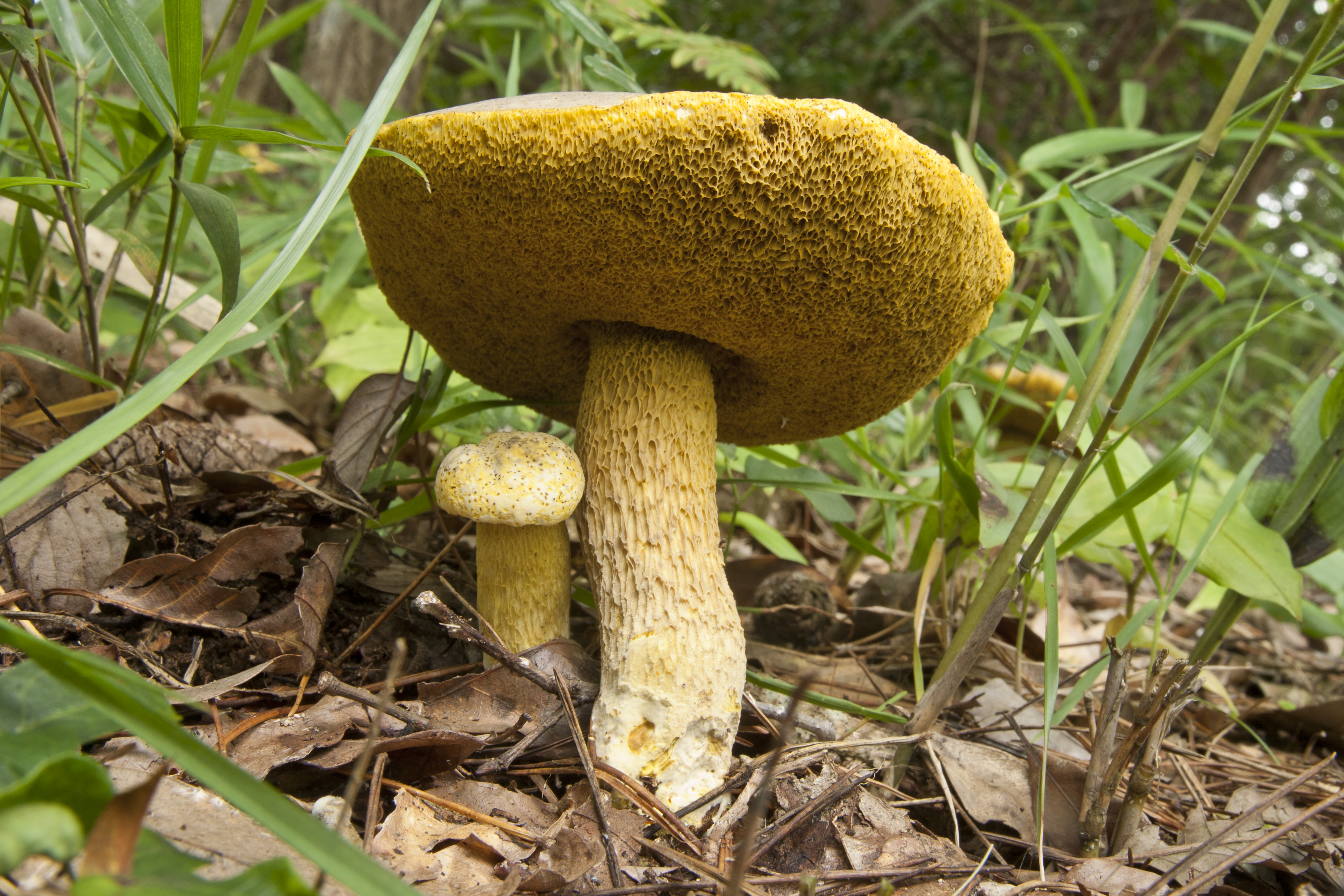
キアミアシイグチ

- キアミアシイグチ (R. ornatipes)
- クロアワタケ (R. griseus)
- モエギアミアシイグチ (R. nigerrimus)

オニイグチ属 (Strobilomyces)
- コオニイグチ (S. seminudus)
- オニイグチ (S. strobilaceus)
- オニイグチモドキ (S. confusus)
- アミアシオニイグチ (S. hongoi)

ニガイグチ属 (Tylopilus)
- ミドリニガイグチ (T. virens)
- キニガイグチ (T. balloui)

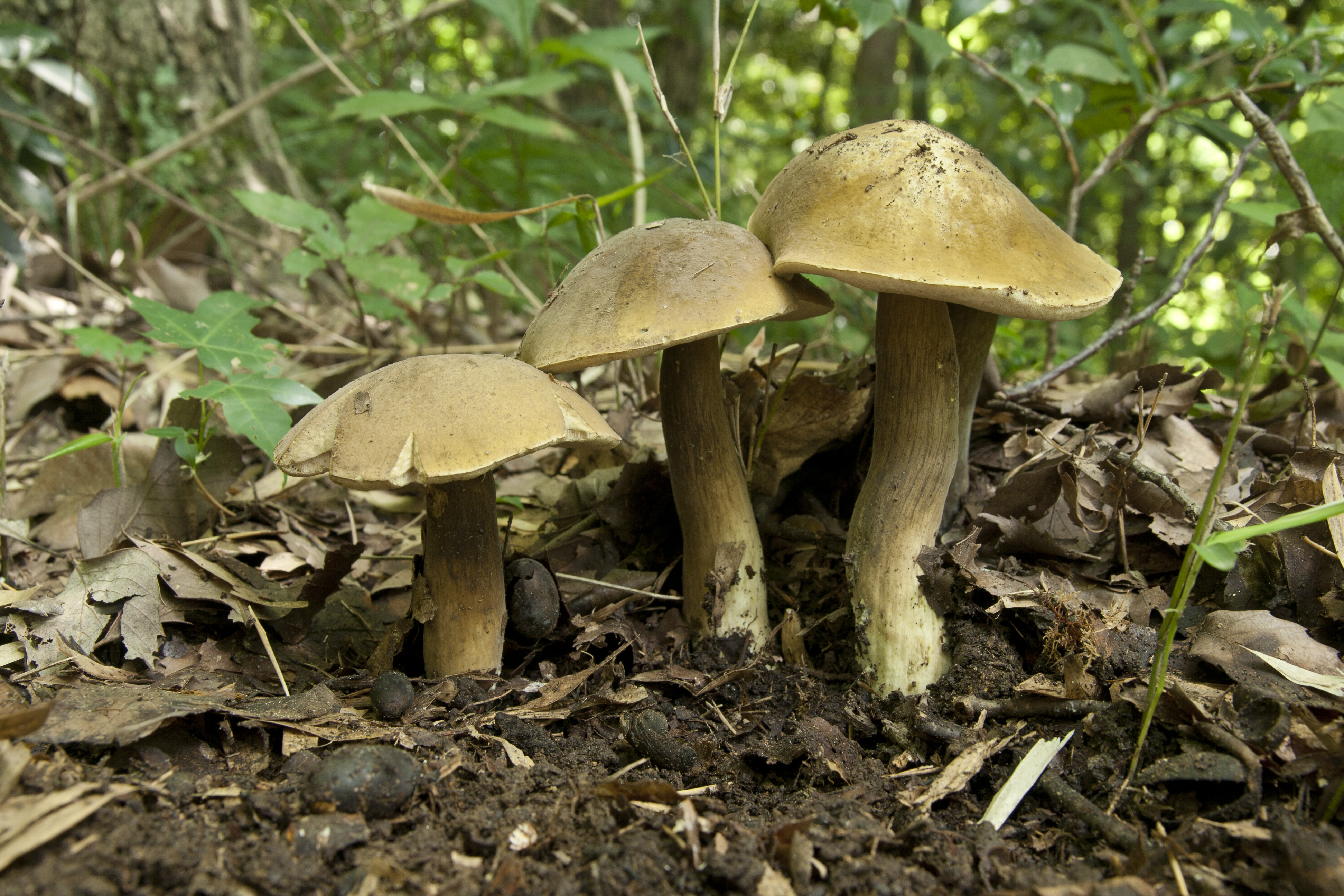
コビチャニガイグチ

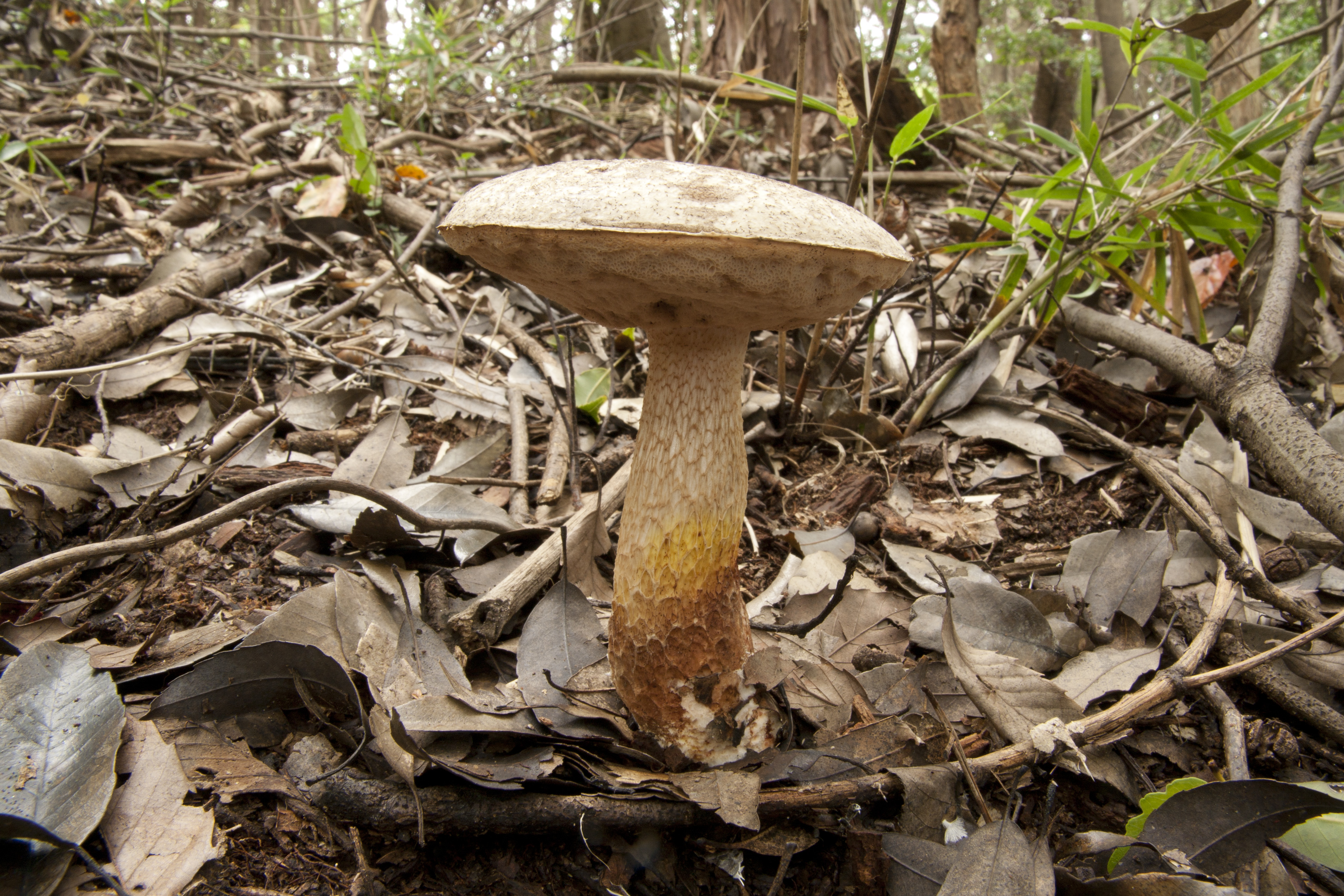
ホオベニシロアシイグチ

- クロニガイグチ (T. nigropurpureus)
- オオクロニガイグチ (T. alboater)
- ニガイグチモドキ (T. neofelleus)
- ニガイグチ (T. felleus)
- コビチャニガイグチ (T. otsuensis)
- ホオベニシロアシイグチ (T. valens)
- ヌメリニガイグチ (T. castaneiceps)
- ブドウニガイグチ (T. vinosobrunneus)
- ウスキニガイグチ (T. alkalixanthus)

ウツロイイグチ属 (Xanthoconium)
- ウツロイイグチ (X. affine)

アワタケ属 (Xerocomus)

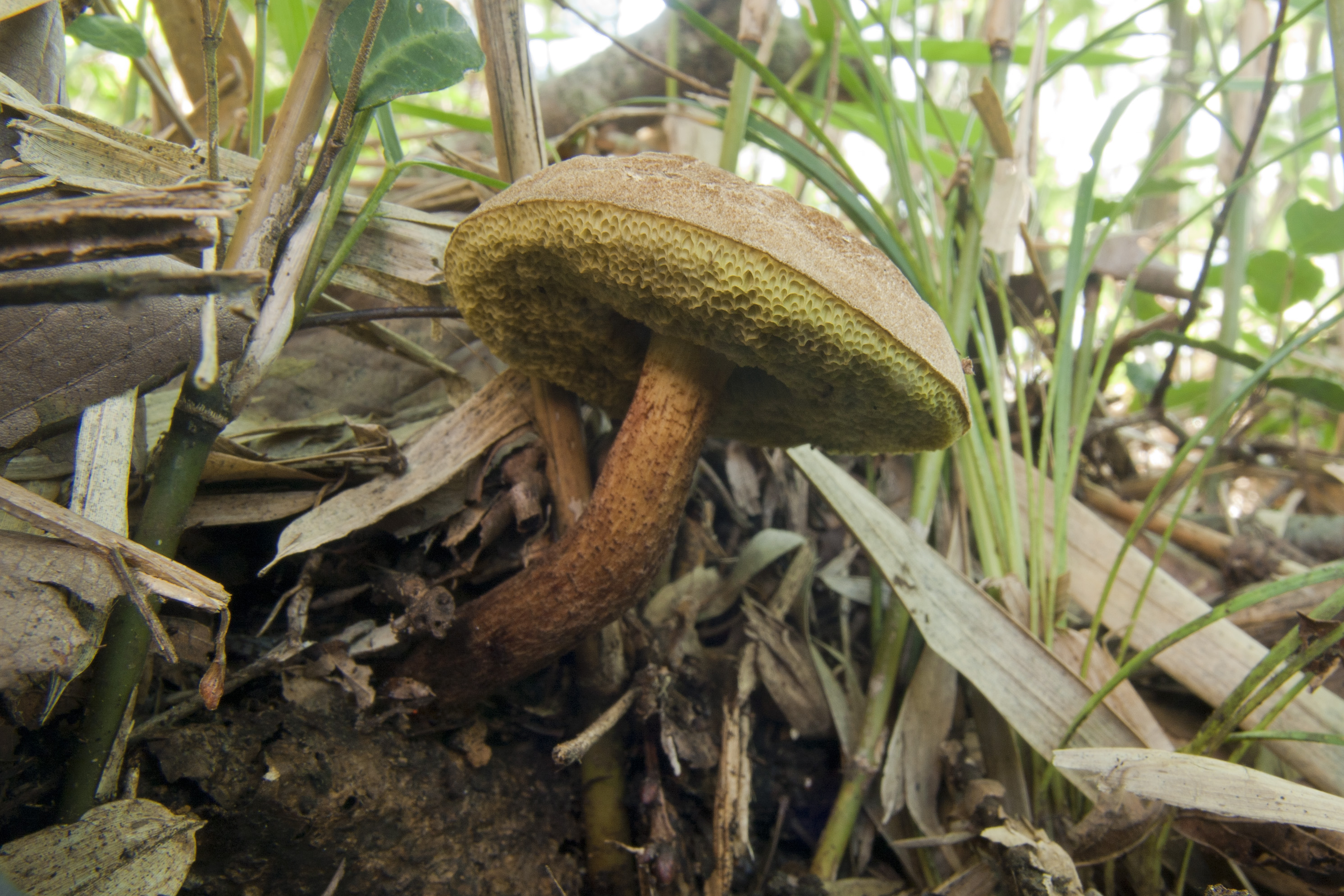
クロアザアワタケ

- アワタケ(X. subtomentosus)
- キッコウアワタケ(X. chrysenteron)
- クロアザアワタケ(X. nigromaculatus)